# ノアイン
ノアイン（スペイン語: Noáin (Valle de Elorz)またはバスク語: Noain (Elortzibar)）は、スペイン・ナバーラ州のムニシピオ（基礎自治体）。

## 名称
ナバーラ州はスペイン語とバスク語の二言語を公用語としており、本自治体は両言語が用いられる「混合圏」にある。
二言語の名称をハイフンでつなげた「Noáin (Valle de Elorz)-Noain (Elortzibar)」（ノアイン (バリェ・デ・エロルス)＝ノアイン (エロルツィバル)）が正式名称であり、公式文書では「Noáin (Valle de Elorz)」（スペイン語名単独表記）や「Noain (Elortzibar)」（バスク語名単独表記）ではなく「Noáin (Valle de Elorz)-Noain (Elortzibar)」と表記される。

## 地理

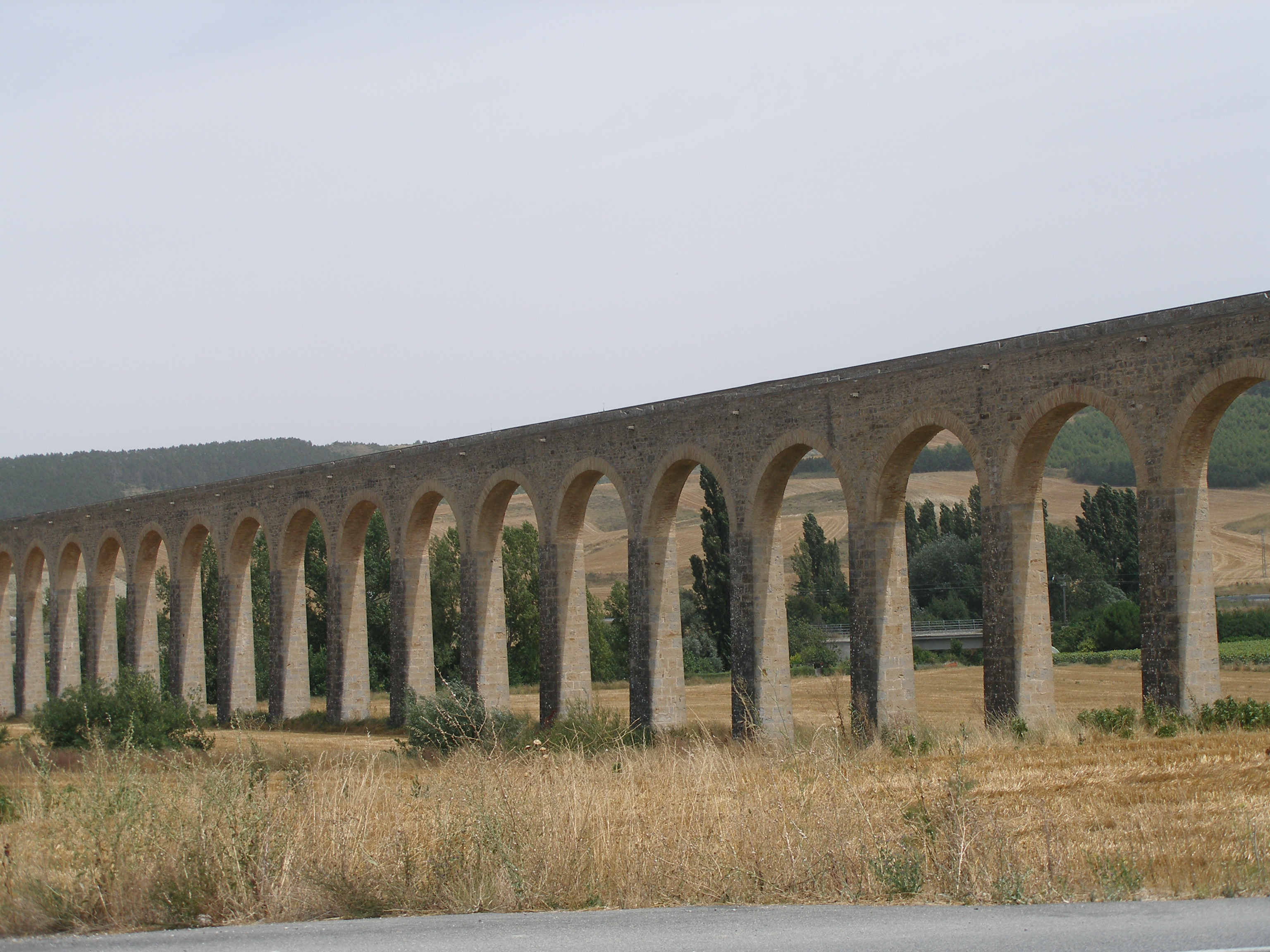
ノアインの水道橋

ナバーラ州の州都パンプローナの南部郊外にあり、パンプローナ都市圏に含まれる。中心部の標高は450m、面積は48.24km2、2017年の人口は8,115人である。市街地の北側には工業地域が設置されている。またパンプローナ空港もノアインの自治体域にあり、パンプローナ＝ノアイン空港と呼ばれることもある。
北はアラングレンと、東はウンシティやモンレアルと、南はティエバス＝ムルアルテ・デ・レタやウンスエと、西はセンデア・デ・ガラールやベリアインと自治体境界を接している。
ノアインには18世紀のカルロス3世の時代にパンプローナに上水道を供給するために建設されたノアインの水道橋がある。1782年から続けられた工事は1790年に完成し、南西方向にあるペルドン山地のスビサ湧水から引いた水を1895年まで供給した。1992年3月16日には重要文化財に指定された。

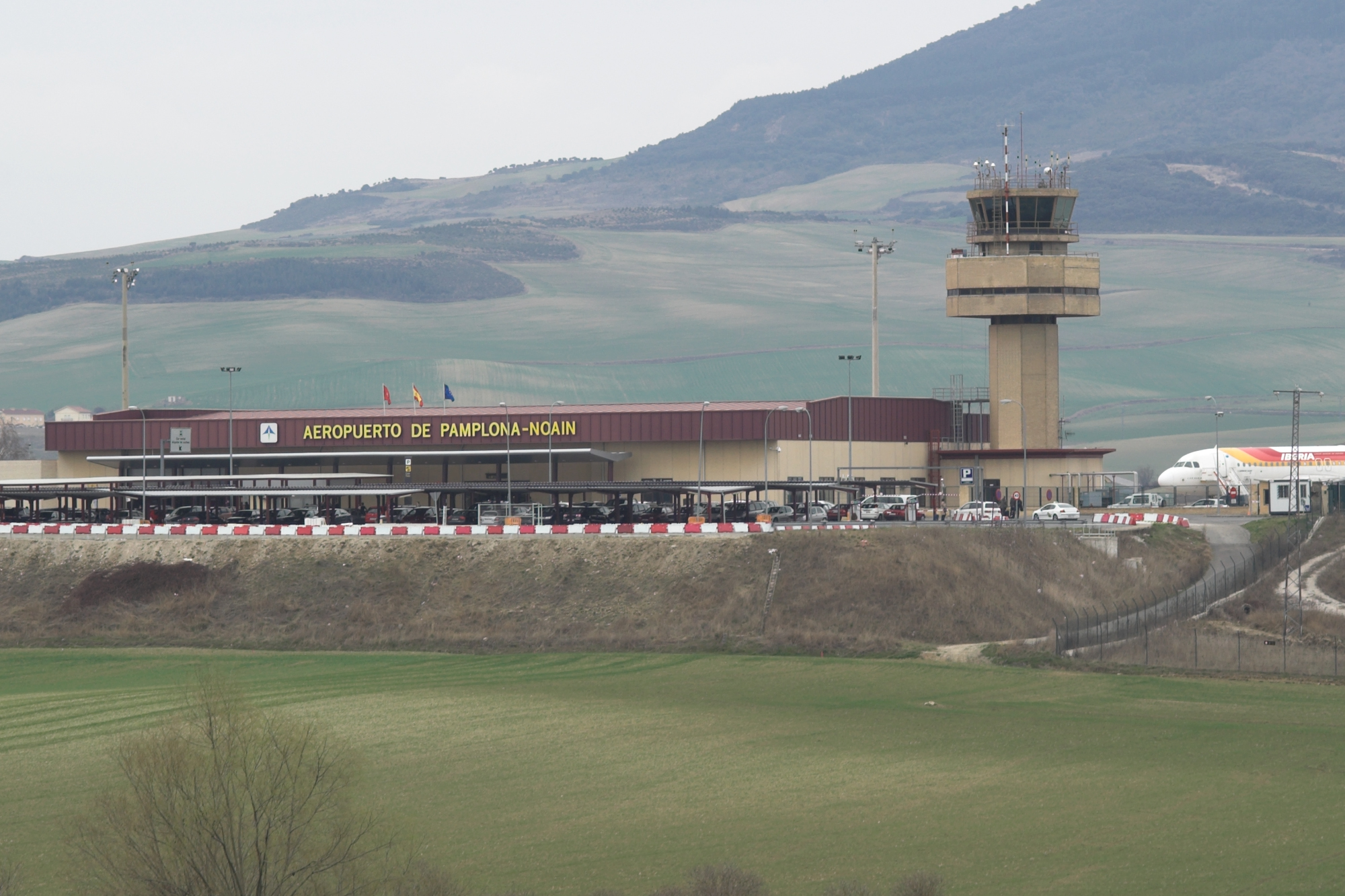
パンプローナ空港
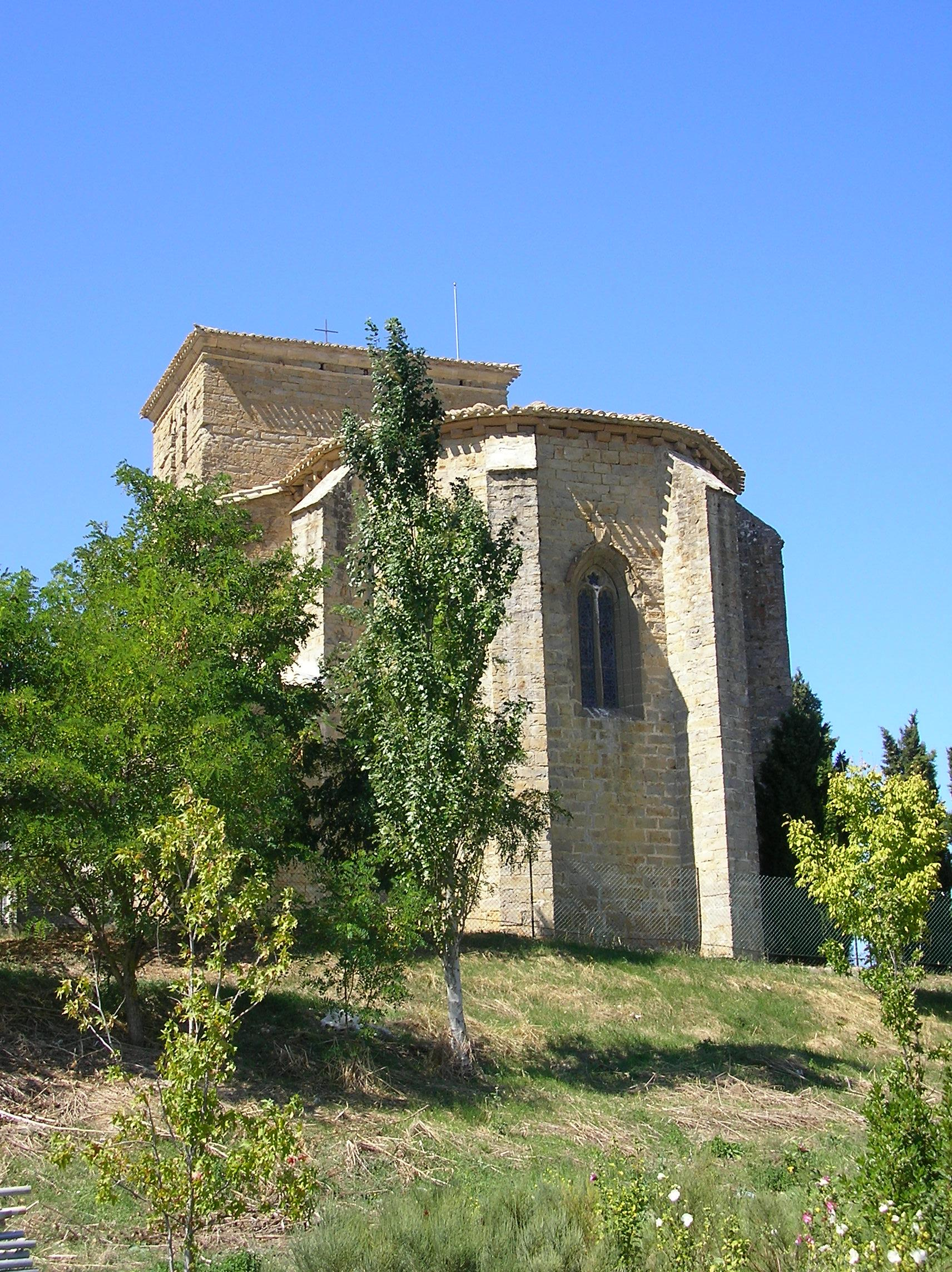
サン・ミゲル教会
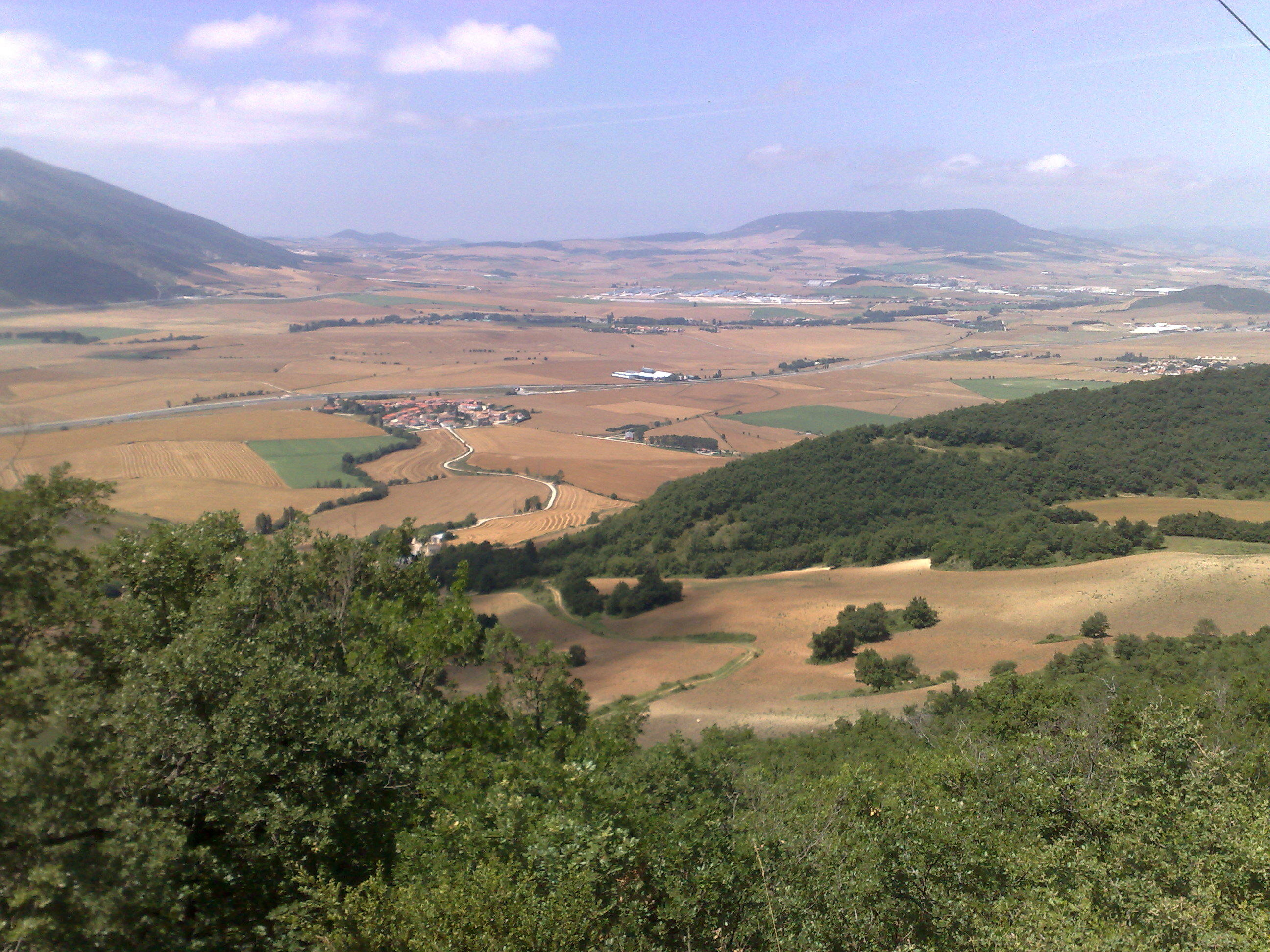
ノアインなどがある盆地
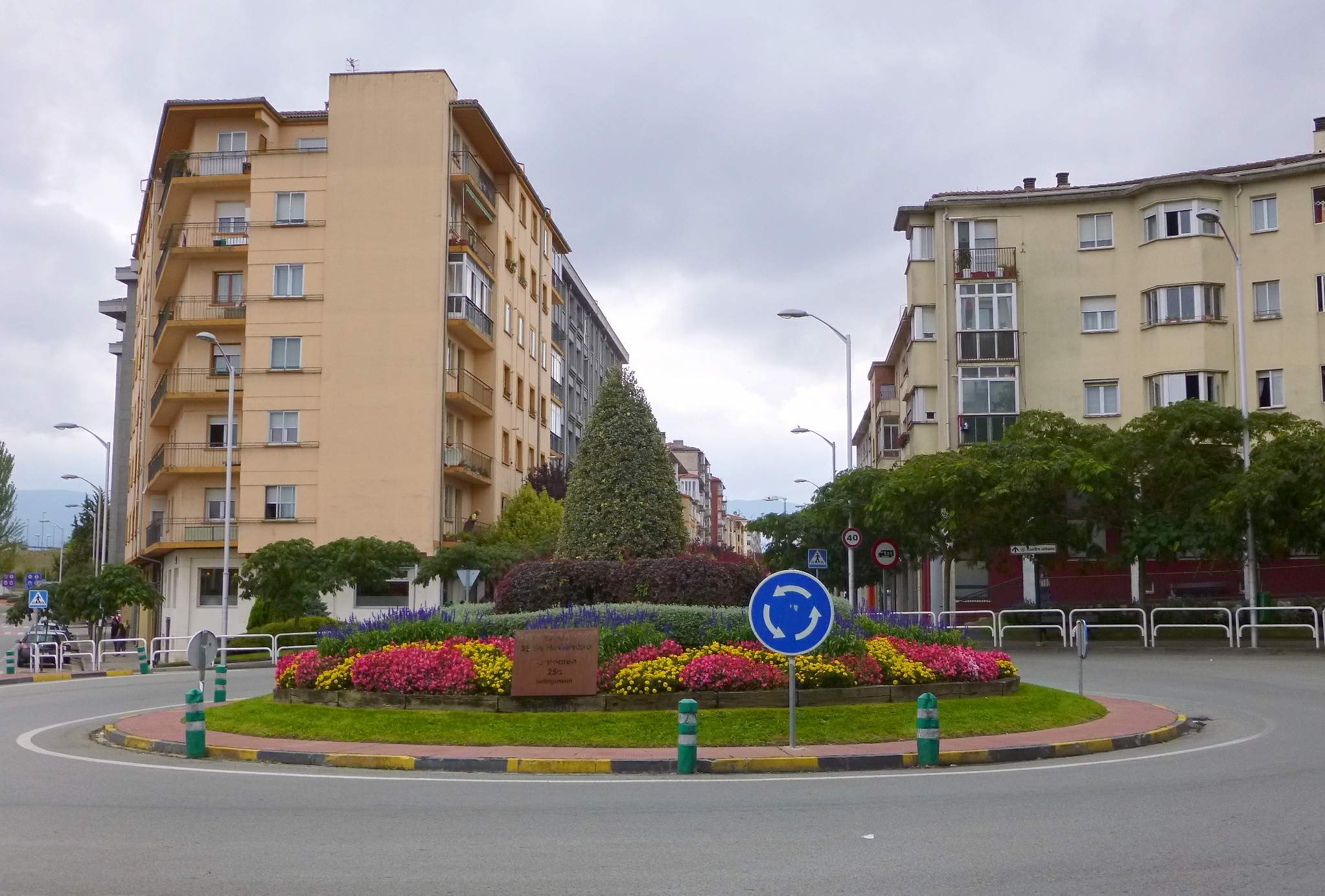
ノアインの住宅街

### 地区
自治体の中心地区はノアイン地区であり、その他に10の地区がある。
- 6,621人 ノアイン地区
- 361人 イマルコアイン地区
- 273人 エルロス地区
- 254人 トーレ・デ・エルロス地区
- 227人 スルエタ地区
- 34人 サバレギ地区
- 26人 ゲレンダイン地区
- 17人 ヤルノス地区
- 16人 オタノ地区
- 8人 オリス地区
- 0人 エスペルン地区

### 人口
| ノアインの人口推移 1842－2011                           |
|                                                         |
| 出典:INE（スペイン国立統計局）1900年 - 1991年、1996年 - |

## 政治
| 任期      | 首長名                      | 政党                  |
| --------- | --------------------------- | --------------------- |
| 1979–1983 |                             |                       |
| 1983–1987 |                             |                       |
| 1987–1991 |                             |                       |
| 1991–1995 | Julián Arranz Mariño        |                       |
| 1995–1999 | Julián Arranz Mariño        |                       |
| 1999–2003 | Miguel Elizari Reta         | ナバーラ住民連合(UPN) |
| 2003–2007 | Miguel Elizari Reta         | ナバーラ住民連合(UPN) |
| 2007–2011 | Miguel Elizari Reta         | ナバーラ住民連合(UPN) |
| 2011–2015 | Óscar Arizcuren Pola        | ナバーラ住民連合(UPN) |
| 2015–2019 | Alberto Ilundáin Avellaneda | ケレモス・ノアイン    |
| 2019–2023 | n/d                         | n/d                   |
| 2023–     | n/d                         | n/d                   |